# Liste der Mitglieder der außerordentlichen Schleswigschen Ständeversammlung 1855
Diese Liste nennt die Mitglieder der (außerordentlichen) Schleswigschen Ständeversammlung in der Wahlperiode 1855.

## Zusammensetzung
Die Schleswigsche Ständeversammlung bestand nun aus 55 Mitgliedern, die in 6 Kurien gewählt wurden:
1. 5 Abgeordnete wurden von der Geistlichkeit gewählt
2. 4 Abgeordnete wurden vom Probst des adligen St.-Johannis-Kloster vor Schleswig und der schleswigschen Ritterschaft gewählt
3. 5 Abgeordnete wurden von den Besitzern der größeren Güter gewählt
4. 10 Abgeordnete wurden von den Städten gewählt
5. 17 Abgeordnete wurden in den ländlichen Distrikten gewählt
6. 2 Abgeordnete wurden in den gemischen Distrikten (Aarö und Fehmarn) gewählt

Für die Abgeordneten wurde jeweils ein Stellvertreter gewählt.

## Abgeordnetenliste
| Titel                                     | Name                                    | Wählergruppe                          | Wahlbezirk Nr. | Anmerkung                                                                                          |
| ----------------------------------------- | --------------------------------------- | ------------------------------------- | -------------- | -------------------------------------------------------------------------------------------------- |
| Pastor zu Monsbeck                        | Christian Daniel Möller                 | Geistlichkeit                         | 1. Distrikt    | |
| Pastor Lic. theol. zu Groß und Klein-Solt | Eiler Henning Bagerup                   | Geistlichkeit                         | 2. Distrikt    | |
| Pastor zu Medelhus                        | Christian Christiansen                  | Geistlichkeit                         | 3. Distrikt    | |
| Pastor zu Ostenfeld                       | Caspar Lauritz Beck                     | Geistlichkeit                         | 4. Distrikt    | |
| Propst zu Burg auf Fehmarn                | Peter Otzen                             | Geistlichkeit                         | 5. Distrikt    | Präsident                                                                                          |
| Kammerherr                                | Ludwig Ulrich Hans Baron von Brockdorff | St.-Johannis-Kloster und Ritterschaft | 0              | |
| Kammerherr                                | Friedrich Carl Georg von Ahlefeldt      | St.-Johannis-Kloster und Ritterschaft | 0              | |
| Hofjägermeister                           | Henning Otto von Ahlefeldt              | St.-Johannis-Kloster und Ritterschaft | 0              | |
| Gutsbesitzer auf Warleberg bei Gettorf    | S. C. Radbruch                          | Größere Gutsbesitzer                  | 0              | |
| Gutsbesitzer auf Friedensthal             | P. C. Schmidt                           | Größere Gutsbesitzer                  | 0              | |
| Gutsbesitzer auf Gelting                  | Siegfried von Hobe-Gelting              | Größere Gutsbesitzer                  | 0              | |
| Kanzleirat in Flensburg                   | Hans Petersen Schmidt                   | Städte                                | 1. Distrikt    | |
| Agent, Ratsverwandter in Flensburg        | H. C. Jensen                            | Städte                                | 1. Distrikt    | |
| Kaufmann in Hadersleben                   | Hans Petersen                           | Städte                                | 2. Distrikt    | |
| Ratsverwandter in Apenrade                | Martin Bahnsen                          | Städte                                | 3. Distrikt    | |
| Gastwirt in Sonderburg                    | Friedrich Carl la Motte                 | Städte                                | 4. Distrikt    | |
| Brandweinbrenner in Hoyer                 | Matthias Christian Mathiesen            | Städte                                | 5. Distrikt    | |
| Gastwirt in Bredstedt                     | Jacob Jessen                            | Städte                                | 6. Distrikt    | |
| Deputierter Bürger in Garding             | Peter Friedrich Petersen                | Städte                                | 7. Distrikt    | |
| Ratsverwandter in Schleswig               | Joh. Gerhard Ric. Marquardsen           | Städte                                | 8. Distrikt    | Vater von Heinrich Marquardsen / Das Mandat blieb unbesetzt. Marquardsen war als Vertreter gewählt |
| Kaufmann in Eckernförde                   | Johann Heinrich Dehn                    | Städte                                | 9. Distrikt    | |
| Hofbesitzer in Bevtoft                    | Hans Andersen Krüger                    | ländliche Distrikte                   | 1. Distrikt    | |
| Hofbesitzer in Hjerndrup                  | Christian Hansen Juhl                   | ländliche Distrikte                   | 2. Distrikt    | |
| Amtsverwalter, Hofbesitzer in Houdst      | Laurids Skau                            | ländliche Distrikte                   | 3. Distrikt    | |
| Kirchspielvogt in Stollig                 | Hans Christian Reuter                   | ländliche Distrikte                   | 4. Distrikt    | |
| Landmann in Ravenskoppel                  | Jørgen Hansen                           | ländliche Distrikte                   | 5. Distrikt    | |
| Mühlenbesitzer in Tandslet                | Hans Christian Bladt                    | ländliche Distrikte                   | 6. Distrikt    | |
| Hofbesitzer auf Wraagaard                 | Johann Friedrich Momsen                 | ländliche Distrikte                   | 7. Distrikt    | |
| Hofbesitzer zu Dammbüll                   | Hans Klindt Dahl                        | ländliche Distrikte                   | 8. Distrikt    | |
| Hofbesitzer und Müller zu Meyn            | Peter Hinrichsen                        | ländliche Distrikte                   | 9. Distrikt    | |
| Hofbesitzer in Drelsdorf                  | Paul Friedrich Martensen                | ländliche Distrikte                   | 10. Distrikt   | |
| Hofbesitzer in Wohlde                     | Johann Peters Kielholz                  | ländliche Distrikte                   | 11. Distrikt   | |
| Rathmann in Oldenswort                    | Adolph Theodor Thomsen                  | ländliche Distrikte                   | 12. Distrikt   | |
| Hofbesitzer in Tating                     | Boye Hamsens                            | ländliche Distrikte                   | 13. Distrikt   | |
| Hofbesitzer in Hamendorf                  | Jürgen Wolff                            | ländliche Distrikte                   | 14. Distrikt   | |
| Hofbesitzer in Schinkel                   | Johann Detlev Arp                       | ländliche Distrikte                   | 15. Distrikt   | |
| Hofbesitzer zu Bredelholz                 | Georg Heinrich Andreas Werner           | ländliche Distrikte                   | 16. Distrikt   | |
| Schmied in Sörup                          | Jes Hansen                              | ländliche Distrikte                   | 17. Distrikt   | |
| Bohls- und Sandmann in Oldau              | Frederik Schinkel Möller                | gemischte Distrikte                   | 1. Distrikt    | |
| Rathsverwandter in Burg auf Fehmarn       | Hans Wilhelm Christian Thomsen          | gemischte Distrikte                   | 2. Distrikt    | |